# Maja Savić (kézilabdázó)
Maja Savić (Berane, 1976. április 29. –) olimpiai ezüstérmes, világbajnoki bronzérmes jugoszláv-montenegrói válogatott kézilabdázó.

## Pályafutása

### Klubcsapatokban
Pályafutását a Budućnost Podgorica csapatában kezdte, ahol 2004-ig kézilabdázott. Többszörös bajnok volt a csapattal, majd Dániába, a Slagelséhez szerződött, akikkel 2005-ben és 2007-ben is megnyerte a Bajnokok Ligáját. 2008-ban a bajnoki rivális FCK Håndboldban folytatta pályafutását és Kupagyőztesek Európa-kupáját nyert a koppenhágai klubbal. Dániában a Viborg volt a harmadik egyesülete, 2011 nyarán onnan tért vissza a Budućnosthoz, amellyel újra Bajnokok Ligáját nyert. A 2011–2012-es idény végén bejelentette visszavonulását. Ezt követően a montenegrói ifjúsági válogatott edzője lett.

### A válogatottban
Pályafutása során a jugoszláv és a montenegrói nemzeti csapatban is pályára lépett. A 2001-es világbajnokságon bronzérmes volt az előbbi válogatott színeiben és bekerült a torna All Star-csapatába is. A 2012-es londoni olimpián a már független Montenegró válogatottjának színeiben nyert ezüstérmet.

## Sikerei, díjai
Budućnost Podgorica
- Jugoszláv/ Szerb-montenegrói bajnok: 1994, 1995, 1997, 1998, 1999, 2000, 2001, 2002, 2003, 2004
- Jugoszláv/Szerb-montenegrói Kupa-győztes: 1995, 1997, 1998, 2000, 2001, 2002
- Montenegrói bajnok: 2012
- Montenegrói Kupa-győztes: 2012
- Bajnokok Ligája-győztes: 2012
- A regionális Balkán-liga győztese: 2012

Slagelse
- Bajnokok Ligája-győztes: 2005, 2007
- Dán bajnok: 2005, 2007

FCK Håndbold
- Kupagyőztesek Európa-kupája-győztes: 2009
- Dán Kupa-győztes: 2010